# Pierre Tendean
Pierre Tendean était un officier indo des forces armées indonésiennes qui, victime du 
mouvement du 30 septembre, reçut le titre de héros national d'Indonésie.

## Biographie
Il est né d'un père du Minahasa et d'une mère indo (Maria Elizabeth Cornet). Son père était médecin et exerça dans différents hôpitaux : Jakarta, Semarang, Magelang, Cisarua, Tasikmalaya.
Il commença sa carrière en étant ingénieur militaire et connut son premier champ de bataille dans les opérations contre le gouvernement révolutionnaire de la république d'Indonésie en 1958. Il fut formé au renseignement à Bogor et, à ce poste, il fut envoyé au front durant la confrontation indonésio-malaisienne. Il fut ensuite promu et devint aide de camp d'Abdul Haris Nasution, ce qui fit qu'il fut présent lorsque le
mouvement du 30 septembre eut lieu : il fut emmené et tué à Lubang Buaya (en), ce qui lui valut le titre de héros national d'Indonésie.

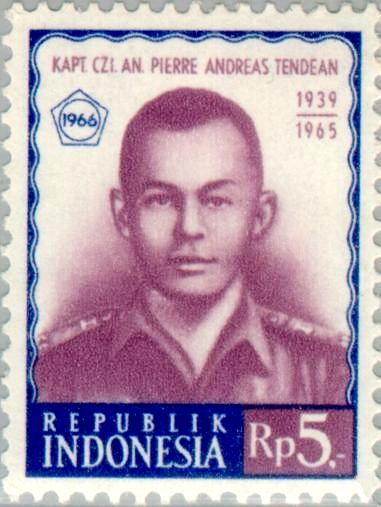